# Iroduku: The World in Colors
Iroduku Sekai no Ashita kara (яп. 色づく世界の明日から Иродзуку сэкай но асита кара, букв.«С завтрашнего дня в разноцветном мире») — оригинальный японский аниме-сериал, созданный Тосией Синохарой на студии P.A. Works.

## Сюжет
Действие разворачивается в городе Нагасаки. В этом альтернативном мире в повседневной жизни существует магия - не влияющая, впрочем, на систему общественных отношений или уровень технического развития, и сводящаяся главным образом к красочным иллюзиям. Семнадцатилетняя Хитоми Цукисиро, потомок рода магов, в юном возрасте потеряла цветовое восприятие, в результате чего её эмоциональное развитие сильно затормозилось. Однажды великая волшебница Кохаку, бабушка Хитоми, решает отослать девушку в прошлое, в 2018 год, где та знакомится с молодой Кохаку, своей ровесницей, и её друзьями по школьным клубам.

## Персонажи
Хитоми Цукисиро (яп. 月白瞳美  Цукисиро Хитоми) — светловолосая девушка, которая происходит из семьи ведьм. Однажды в детстве по не вполне понятным причинам она перестала видеть цвета, в результате замкнулась в себе, скрыла все свои чувства и практически отказалась от использования магии. Однажды она возвращается на 60 лет назад, чтобы вернуть способность чувствовать и научиться видеть цвета. Сперва говорит, что ненавидит магию, однако, чувствуя интерес и одобрение новых друзей, постепенно пробуждает свои истинные магические силы.
Сэйю: Каори Исихара
Кохаку Цукисиро (яп. 月白琥珀 Цукисиро Кохаку) — в 2078-м — бабушка Хитоми, великая волшебница, магией отправившая свою внучку на 60 лет назад в прошлое. В 2018-м — беспокойная энергичная девушка, которая часто экспериментирует со своей магией в школе, вызывая страх перед колдовством среди своих одноклассников. Стремится улучшить свои навыки, чтобы однажды стать великой волшебницей, говорит, что хочет создавать такую магию, которая сделает всех людей счастливыми.
Сэйю: Каэдэ Хондо
Юито Аой (яп. 葵唯翔 Аой Юито) — член фотоклуба (школьного клуба магии, искусства и фотографии), чье хобби — рисование. По загадочной причине Хитоми может видеть цвета в его рисунках. Разочаровался в своем хобби, но благодаря интересу Хитоми к его рисункам, вновь увлекся творчеством.
Сэйю: Сёя Тиба
Асаги Кадзэно (яп. 風野あさぎ Кадзэно Асаги) — тихая и застенчивая девушка, участница фотоклуба. Любит фотографировать маленьких и милых существ. С детства тайно влюблена в Сё.
Сэйю: Кана Итиносэ
Куруми Каваи (яп. 川合胡桃  Каваи Куруми) — участница фотоклуба. Высокая девушка в очках, внешне — энергичная и немного неорганизованная, но внутренне — сомневающаяся и ищущая свою цель в жизни; в последнем равняется на старшую сестру.
Сэйю: Нао Тояма
Сё Ямабуки (яп. 山吹将 Ямабуки Сё) — президент фотоклуба. Высокий третьекурсник, с детства помогающий отцу Асаги в его фотостудии.
Сэйю: Сэйдзи Маэда
Тигуса Фукасава (яп. 深澤千草 Фукадзава Тигуса) — единственный на момент появления Хитоми первокурсник в фотоклубе, мечтает найти достойную модель для своих фотографий.
Сэйю: Аюму Мурасэ

## Производство
Оригинальный аниме-сериал создан на студии P.A. Works. Режиссер — Тосия Синохара, дизайном персонажей занялся Fly. Главным режиссёром анимации и дизайном персонажей является Юки Акияма. Арт-директором стала Куруми Судзуки, а Дзюнъити Хигаси — художественным руководителем. Продюсером проекта является Infinite. Премьера экранизации состоялась 6 октября 2018 года в блоке программ Animeism на MBS, TBS, BS-TBS, AT-X, TUT и ATV. По всему миру сериал транслируeтся эксклюзивно на Amazon Video, кроме Китая, так как в Китае трансляция состоялась на канале iQiyi.

## Примечание
1. ↑  Ressler, Karen. P.A. Works' Iroduku Sekai no Ashita kara. Anime Reveals October 5 Premiere, Character Designs. Anime News Network (10 сентября 2018). Дата обращения: 10 сентября 2018. Архивировано 11 сентября 2018 года.
2. 1 2  Loo, Egan. P.A. Works' Iroduku Sekai no Ashita kara. Anime Lists More Cast, Song Artists, Composer, Amazon Streaming in 2nd Video. Anime News Network (9 августа 2018). Дата обращения: 9 августа 2018. Архивировано 25 января 2021 года.
3. 1 2  Hodgekins, Crystalyn. P.A. Works Reveals Iroduku Sekai no Ashita kara Anime Project. Anime News Network (16 марта 2018). Дата обращения: 16 марта 2018. Архивировано 16 марта 2018 года.
4. 1 2  Ressler, Karen. P.A. Works' Iroduku Sekai no Ashita kara. Anime Promo Video Reveals Staff, Cast. Anime News Network (23 марта 2018). Дата обращения: 23 марта 2018. Архивировано 24 марта 2018 года.